# Chelonanthus schomburgkii
Chelonanthus schomburgkii är en gentianaväxtart som först beskrevs av August Heinrich Rudolf Grisebach, och fick sitt nu gällande namn av Ernest Friedrich Gilg. Chelonanthus schomburgkii ingår i släktet Chelonanthus och familjen gentianaväxter. Inga underarter finns listade i Catalogue of Life.